# Grand Prix de Pau 1939
Grand Prix de Pau 1939 je bila prva neprvenstvena dirka za Veliko nagrado v sezoni 1939. Odvijala se je 4. aprila 1939 v francoskem mestu Pau. 

## Poročilo

### Pred dirko
Benito Mussolini je prepovedal italijanskim dirkačem in moštvom nastop na tej dirki. Ker Tazio Nuvolari ni smel nastopiti, se moštvo Auto Uniona sploh ni udeležilo dirke. Alfa Romeo je poslala en dirkalnik za Raymonda Sommerja, ki so ga v izogib težavam prijavili kot privatnika. Talbot je na dirko pripeljal dva nova dirkalnika Talbot MD90, za SEFAC pa je nastopal Jean Trémoulet. Ostali dirkači so bili privatniki z Delahayi in Bugattiji. Moštvo Mercedes-Benza je na dirko poslalo tri dirkalnike s povečanim rezervoarjem za gorivo, ki so omogočali izpeljavo celotne dirke brez postankov za gorivo, da bi se izognili ponovitvi lanske dirke. Manfred von Brauchitsch je bil najhitrejši prvi dan prostih treningov s časom 1:46, Rudolf Caracciola je odpeljal najboljši čas 1:48, Hermann Lang pa 1:51. Drugi dan je bil najhitrejši Mercedesov rezervni dirkač Richard Seaman s časom 1:46, Lang pa je svoj čas izboljšal na 1;47. Langu so na prostem treningu nenadoma odpovedale zavore, toda uspelo mu je ustaviti dirkalnik brez trka. Trémouletse je zavrtel in na stezo spravil veliko peska.

### Dirka
Na štartu je povedel Caracciola, sledili so mu von Brauchitsch, Lang, Raymond Sommer, René Carrière in Philippe Étancelin. Emmanuel de Graffenried in Maurice Trintignant sta odstopila že v uvodnih krogih dirke, kmalu pa še Eugène Chaboud in Marcel Balsa. V petnajstem krogu so imeli vodilni trije Mercedesovi dirkači pol minute prednosti pred Carriérom in Alfred Neubauer, športni šel Mercedesovega moštva, je dirkačem ukazal naj umirijo tempo. Sommer je prehitel Carriéra za četrto mesto, v enaintridesetem krogu pa sta odstopila tako Caracciola, kot tudi Carriére, oba zaradi snete cevi za olje, le da je prvi dirkalni uspel pripeljati do boksov, drugi pa je v dimu iz motorja izgubil nadzor na dirkalnikom in uničil nov dirkalnik. Von Brauchitsch je še vedno vodil, zdaj so mu sledili Lang, Sommer, Étancelin in René Mazaud. 
Do polovice dirke sta oba vodilna Mercedesova dirkača vsaj za krog prehitela vse ostale dirkače. V dvainosemdesetem krogu je von Brauchitschu, ki je imel pol minute prednosti pred Langom, v šikani nenadoma ugasnil dirkalnik. Von Brauchitsch je mislil, da mu zmanjkuje goriva, zato je zapeljal na postanek v bokse, s čimer je vodstvo prevzel Lang. Sommer, ki je imel težave z izpahnjeno ramo, je tudi prišel na postanek v bokse za gorivo. Toda ker dirkalnik ni želel vžgati ob koncu postanka, je Sommer izgubil osem minut in s tem tretje mesto proti Étancelinu. Kljub von Brauchitschevim naporom, da ga še ujame s postavljanjem najhitrejših krogov ob koncu dirke, je Lang uspel zadržati sedemnajst sekund prednosti pred von Brauchitschem in zmagati, Étancelin je ostal tretji. Po dirki je besni von Brauchitsch ugotovil, da mu sploh ne bi zmanjkalo goriva in je z nepotrebnim postankom v boksih zapravil zmago. 

## Rezultati

### Dirka
| Poz | Št | Dirkač                  | Moštvo           | Dirkalnik          | Krogi | Čas/Odstop      | Št. m. |
| --- | -- | ----------------------- | ---------------- | ------------------ | ----- | --------------- | ------ |
| 1   | 18 | Hermann Lang            | Daimler-Benz AG  | Mercedes-Benz W154 | 100   | 3:07:25,2       | 2      |
| 2   | 10 | Manfred von Brauchitsch | Daimler-Benz AG  | Mercedes-Benz W154 | 100   | + 16,8 s        | 1      |
| 3   | 4  | Philippe Étancelin      | Talbot Darracq   | Talbot MD90        | 98    | +2 kroga        | 5      |
| 4   | 8  | Raymond Sommer          | Privatnik        | Alfa Romeo 8C-308  | 95    | +5 krogov       | 4      |
| 5   | 6  | Joseph Paul             | Ecurie France    | Delahaye 135       | 92    | +8 krogov       | 9      |
| 6   | 28 | René Mazaud             | Privatnik        | Delahaye 135       | 92    | +8 krogov       | 14     |
| 7   | 26 | René Biolay             | Privatnik        | Delahaye 135       | 88    | +12 krogov      | 12     |
| 8   | 14 | Marcel Contet           | Ecurie France    | Delahaye 135       | 86    | +14 krogov      | 13     |
| Ods | 24 | Jean Trémoulet          | SEFAC            | SEFAC              | 34    |                 | 11     |
| Ods | 18 | René Carrière           | Ecurie France    | Talbot MD90        | 31    | Trčenje         | 6      |
| Ods | 2  | Rudolf Caracciola       | Daimler-Benz AG  | Mercedes-Benz W154 | 31    | Pritisk olja    | 3      |
| Ods | 30 | Marcel Balsa            | Privatnik        | Bugatti T35B       | 22    |                 | 8      |
| Ods | 22 | Eugène Chaboud          | Privatnik        | Delahaye 135       | 10    |                 | 10     |
| Ods | 12 | Maurice Trintignant     | Privatnik        | Bugatti T51        | 5     | Pregrevanje     | 15     |
| Ods | 20 | Emmanuel de Graffenried | Ecurie Autosport | Maserati 6C-34     | 3     | Menjalnik       | 7      |
| DNS | 3  | Richard Seaman          | Daimler-Benz AG  | Mercedes-Benz W154 |       | Rezervni dirkač |        |
| DNA | 32 | René Dreyfus            | Ecurie Bleue     | Delahaye 145       |       | Umik            |        |
| DNA | 34 | Raph                    | Ecurie Bleue     | Delahaye 145       |       | Umik            |        |